# Marga (gmina)
Marga – gmina w Rumunii, w okręgu Caraș-Severin. Obejmuje miejscowości Marga i Vama Marga. W 2011 roku liczyła 1151 mieszkańców.